# Oesterreichische Botanische Zeitschrift
Oesterreichische Botanische Zeitschrift, abreviado Oesterr. Bot. Z.) fue una revista ilustrada con descripciones botánicas que fue editada en Austria. Se publicaron los números 8-91, en los años 1858-1942; y los volúmenes 94-122, en los años 1947-1973. Los números 92–93, se publicaron en los años 1943–1944, con el nombre de Wiener botanische Zeitschrift. Fue precedida por Oesterreichisches Botanisches Wochenblatt y reemplazada en el año 1974 por Plant Systematics and Evolution.